# Étienne Binet
Pour les articles homonymes, voir Binet.
Étienne Binet, né le 15 octobre 1569 à Dijon (France) et décédé le 4 juillet 1639 à Paris, est un prêtre jésuite français et écrivain spirituel caractéristique de la littérature dévote du XVIIe siècle. Il occupe plusieurs fois des postes de gouvernement importants dans la Compagnie de Jésus. 

## Biographie
Étienne Binet fit une partie de ses études à Paris au collège de Clermont où il eut François de Sales pour condisciple.
Pour entrer dans la Compagnie de Jésus (3 octobre 1590), il s'exile en Italie et y fait toute sa formation jésuite: noviciat à Novellara (Reggio Emilia), humanités et rhétorique à Bologne, philosophie et théologie à Padoue, où il est ordonné prêtre en 1603. et ne rentre en France qu'après l'édit de Rouen de 1603. Il aurait souhaité rester en Italie, mais le supérieur général, Claudio Acquaviva, l'envoie comme prédicateur à Bordeaux (1604) puis Toulouse. 
Le père Binet est recteur du collège de Rouen (1613-1617), puis supérieur de la maison professe de Paris (1617-1623). C'est durant son séjour à Paris qu'il est en contact avec les personnalités religieuses influentes de son temps: Jeanne-Françoise de Chantal, Marguerite d'Arbouze, Jeanne Chézard, et d'autres. Il fut plus tard également Supérieur Provincial de Champagne (1624-1626), de Lyon (1627-1630) et de Paris (1634-1638).
Binet fut un auteur sprituel prolifique et très diffusé: ses quarante-cinq ouvrages de spiritualité sont réimprimés plusieurs fois de son vivant, et traduits en d'autres langues. Sa Consolation et réjouissance pour les malades et personnes affligées en forme de dialogue (Rouen, 1616) fut réimprimée quatorze fois en huit ans. Son Essai des merveilles de nature et des plus nobles artifices (Rouen, 1621), ouvrage encyclopédique destiné à nourrir l'éloquence des prédicateurs, connait vingt-quatre éditions jusqu'en 1658. 
Il publie aussi, entre autres, une Vie d'Ignace de Loyola et une Vie de François Xavier lors de leur canonisation en 1622.

## Appréciation
- La Catholic Encyclopedia parle d'« un style clair et gracieux », d'« une spiritualité souriante » proche de celle de son ami de toujours François de Sales, d'une œuvre très abondante fournissant encore l'occasion d'« une lecture spirituelle à la fois plaisante et profitable ».

- Henri Bremond, qui consacre un chapitre à Étienne Binet dans son Histoire littéraire du sentiment religieux en France, se montre plus réservé. Il considère son style comme « doucereux », « candide », révélant parfois une « naïveté presque gênante ». Il commente: « La liste de ses ouvrages n'a pas de fin. Dans les moments difficiles, il faisait vœu d'écrire un nouveau livre si sa prière était exaucée. Hélas! que ne faisait-il vœu de moins écrire »[3].

- Blaise Pascal se moque du père Binet dans ses neuvième et surtout onzième lettres provinciales : « Mais si vous voulez, mes Pères, avoir maintenant le plaisir de voir en peu de mots une conduite [...] qui porte véritablement le caractère de l'esprit de bouffonnerie, d'envie et de haine, je vous en donnerai des exemples. Et afin qu'ils vous soient plus connus et plus familiers, je les prendrai de vos écrits mêmes. Car, pour commencer par la manière indigne dont vos auteurs parlent des choses saintes, soit dans leurs railleries, soit dans leurs galanteries, soit dans leurs discours sérieux, trouvez-vous que tant de contes ridicules de votre Père Binet, dans sa Consolation des malades, soient fort propres au dessein qu'il avait pris de consoler chrétiennement ceux que Dieu afflige? [...]»[4].

- Pour Claude Louis-Combet, les œuvres de Binet « ont pour sens d'arracher l'âme à sa torpeur par la considération des mille facettes du grotesque exploitées à des fins, non de haute sainteté, mais de salubrité d'esprit. [...] Aujourd'hui, en lisant Étienne Binet, [...] nous en avons pour le plaisir du texte. [...] Nous ne le lirons pas pour ses idées, mais nous l'aborderons comme l'un de ces curiosa de la littérature dévote dont le Grand Siècle commençant nous a légué maints spécimens. Les amoureux de l'écriture baroque ne s'y tromperont pas : ils découvriront en Étienne Binet un maître authentique, typiquement représentatif d'une sensibilité délirante et hypertrophique »[5].

## Écrits
- De la dévotion à la glorieuse Vierge Marie, mère de Dieu, vraie marque de notre prédestination (une quinzaine d'éditions) ;
- La Fleur des Psaumes, Rouen, 1615 (ouvrage traduit en latin et en italien) ;
- Consolation et réjouissance pour les malades et personnes affligées, en forme de dialogue, Rouen, 1616 (et 14 rééditions dans les années suivantes) ;
- Essai des merveilles de nature et des plus nobles artifices. Pièce très nécessaire à ceux qui font profession d'éloquence, Rouen, 1621 (et ensuite 23 autres éditions) ;
- De l'état heureux et malheureux des âmes souffrantes en purgatoire, Paris, 1627 ;
- Le Riche sauvé par la porte dorée du ciel, et les motifs sacrés et grande puissance de l'aumône (dédié à sa mère, toujours vivante à quatre-vingt-cinq ans), Paris, 1627 (ouvrage traduit en latin, en italien, en allemand) ;
- Bonheur et souffrances des saintes âmes du purgatoire{Auriac} édition Saint-Jean,2006 (première édition en 1627)
- Remèdes souverains contre la peste et la mort soudaine. Avec des prières pour cet effect. Vienne (Isère) 1628 ;
- Question de ce temps, a scavoir si chacun se peut sauver en sa religion, Vienne (Isère) 1629 ;
- Des Attraits tout-puissants de l'amour de Jésus-Christ et du Paradis de ce monde, Paris, 1631 ;
- Marie, chef d'œuvre de Dieu, Paris, 1634 (et ensuite cinq rééditions) ;
- Quel est le meilleur gouvernement, le rigoureux ou le doux, pour les supérieurs et supérieures des maisons religieuses et pour les maîtres qui ont une grande famille?, Paris, 1636 (12 éditions en français, 3 en latin, 3 en italien, une en allemand) ;
- Le Tableau des divines faveurs accordées à saint Joseph, Paris, 1639.